# Mexiko i olympiska sommarspelen 1964
Mexiko deltog med 94 deltagare vid de olympiska sommarspelen 1964 i Tokyo. Totalt vann de en bronsmedalj.

## Medalj

### Brons
- Juan Fabila Mendoza - Boxning, bantamvikt .